# Alpamayo
El Alpamayo (en quechua I: Allpa mayu), también conocido localmente como Shuytu rahu (del quechua ancashino: 'nevado oblongo'), es una montaña de la cordillera de los Andes, situada en la parte norte del ramal occidental de la cordillera Blanca, dentro del parque nacional Huascarán en el Perú. Alcanza una altitud de 5947 m s. n. m., y fue considerada «la montaña más bella del mundo» en un Concurso de Fotografía Escénica organizado por la revista Alpinismus en Múnich en mayo de 1966.
Ubicada cerca del caserío de Alpamayo, entre las quebradas Los Cedros y Arhuaycocha, en el distrito de Santa Cruz, provincia de Huaylas, departamento de Áncash, tiene un área glaciar de 4.69 km², con una altitud mínima de 4745 y una máxima de 6005 m s. n. m.
Su acceso tiene lugar desde la ciudad de Caraz, a 2250 m s. n. m. (467 km de Lima), en el extremo norte del Callejón de Huaylas, por una trocha carrozable de 28 km, hasta el poblado de Cashapampa a 2900 m s. n. m. Desde aquí, son 22 km de caminata a lo largo de la quebrada Santa Cruz, hasta el sector de Quisuarpampa, a 4000 m s. n. m., donde se toma el desvío al norte, ascendiendo por la quebrada Arhuaycocha, hasta el Campo Base, a 4300 m s. n. m.
El Alpamayo tiene 13 rutas; entre las más conocidas destacan la Vasco-francesa, Ferrari y la Japonesa. El acceso al Alpamayo tiene una duración de entre 5 a 7 días aproximadamente. Actualmente las expediciones ascienden por la quebrada Arhuaycocha, escalando por la pared sur oeste (ruta Ferrari), que fue escalada en 1975, con un grado de ascensión D (difícil).

## Oronimia
El nevado obtuvo su nombre actual del caserío de Alpamayo (en quechua I Allpamayu: allpa = tierra; mayu = río), mientras que su nombre local en quechua ancashino es Shuytu rahu (shuytu = delgado y largo, oblongo hacia arriba; rahu = nevado).

## Morfología

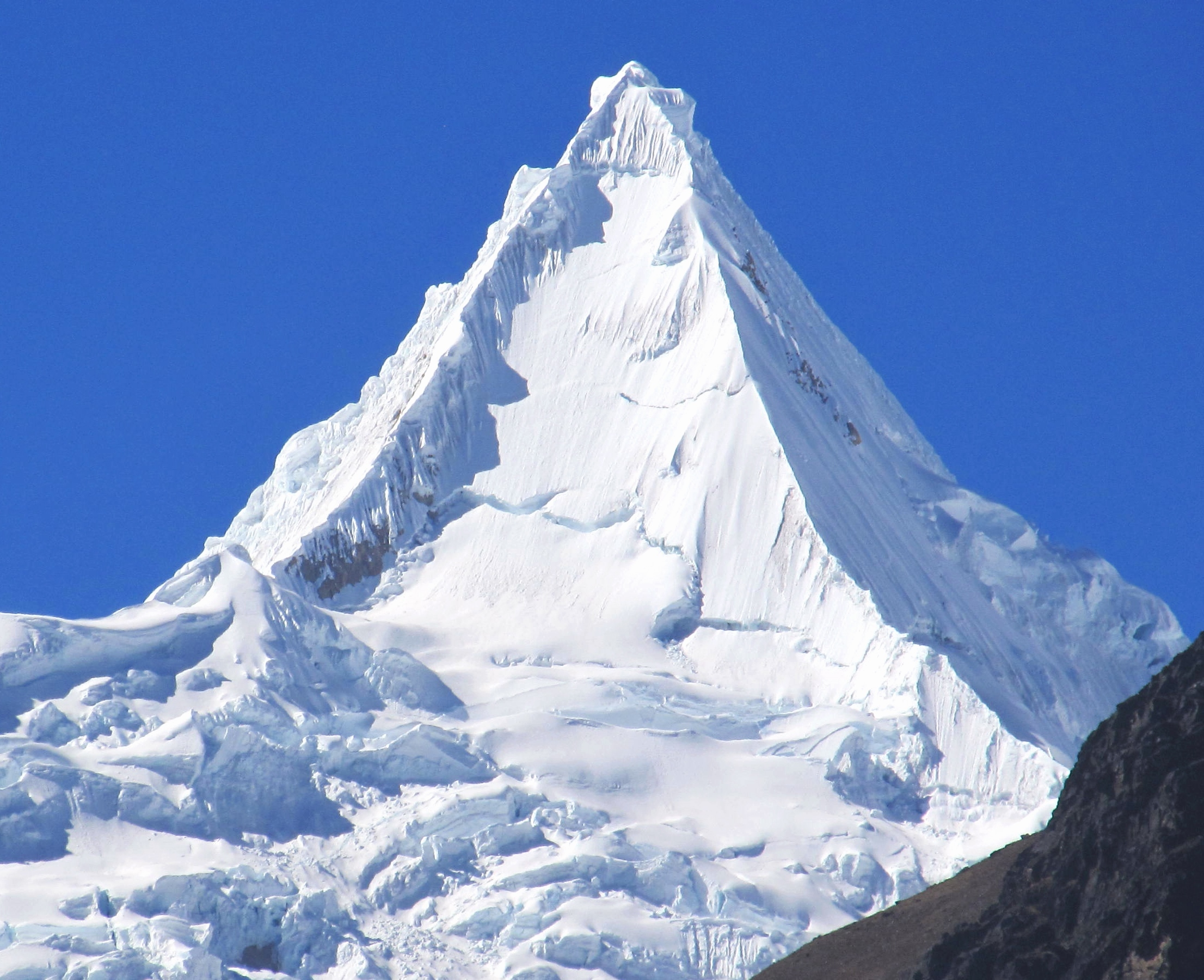
El Alpamayo visto por su lado noroeste

Constituye uno de los varios picos del macizo de Santa Cruz, el más septentrional de la cordillera Blanca. Con una escala final de 450 m e inclinación promedio de 60 grados, conforma una pirámide de hielo casi perfecta (vista desde la quebrada Alpamayo). Pese a ser considerablemente menor que los montes vecinos, se distingue por su simetría y aspecto. Su cara SO presenta numerosas canaletas; dos de ellas conforman la Ruta Ferrari y la Ruta Franco-Canadiense (llamada también Directísima). Desde la laguna Pucacocha se aprecia la cara N.
Tiene cuatro caras que se pueden apreciar de acuerdo con la ubicación en una de las quebradas:
- La pared norte, donde se aprecia su forma piramidal desde las quebradas Los Cedros y Alpamayo.
- La pared este, por la quebrada Tayapampa hasta la laguna Pucacocha.
- La pared sur se avista desde las quebradas Santa Cruz y Arhuaycocha (ruta Ferrari), la más bella, de la que se tomó la foto por la que fue considerada la montaña más bella en 1966 según la revista Alpinismus.
- La pared oeste, desde donde se ve su forma trapezoidal estirada hay que escalar hasta el collado por la ruta normal siguiendo la quebrada de Arhuaycocha.

## Historia
En 1862 el sabio Antonio Raimondi describió la cordillera Blanca y publicó su primer libro, Las riquezas minerales del departamento de Ancash, incluyendo el primer mapa de Áncash.[cita requerida]
Desde 1932 llegaron a la cordillera Blanca las expediciones del Club Alpino Alemán (Deutscher Alpenverein) dirigidas por los profesores Philip Borchers, Hermann Kinzl y Erwin Schneider de las universidades de Múnich en Alemania e Innsbruck en Austria. Publicaron los mejores mapas de las cordilleras de Áncash y el libro Cordillera Blanca, Perú en 1950. Asimismo, ese año aparecieron por primera vez dos fotografías del nevado Alpamayo, que siempre había llamado la atención por su belleza.[cita requerida]
En Europa, el libro de Kinzl y Schneider llamó la atención y motivó la llegada a Áncash de la expedición alpinista franco-belga dirigida por George Kogan y Raymund Leininger. Después de varias escaladas, exploraron detalladamente las tierras de la familia Romero Romaña, la Hacienda Colcas, y llegaron a subir la cuesta del nevado Hualcayan sobre el cañón del Pato, cruzaron la laguna Culicocha, hasta llegar a la laguna Jancarurish, al pie del Alpamayo. Cruzaron el glaciar agrietado y subieron por la cresta Norte hasta llegar a la cima Norte del Alpamayo, que ellos pensaron que era la cumbre máxima; se cuidaron de no pisar las cornisas, pues la expedición del grupo suizo de Zúrich en 1948, el pisar estas ocasionó el fracaso de la expedición.[cita requerida]

### «La montaña más bella del mundo»
En 1965 el andinista peruano César Morales Arnao recibió una carta del alpinista director de la revista alemana Alpinismus, invitándolo a enviar a nombre del Perú las fotos de las montañas peruanas que podían entrar a competir en el Concurso de Fotografía Escénica, que elegiría las diez montañas más bellas del mundo.
El concurso se llevó a cabo en mayo de 1966 en Múnich (Alemania), donde se examinaron las fotografías de 47 montañas. El Alpamayo obtuvo la mayoría de los votos (los de César Morales Arnao, del Perú; Adams Carter, de EUA; Piero Nava, de Italia; y Gunter Hauser, de Alemania). Le siguieron el K2, en la frontera entre China y Pakistán; el Cervino o Matterhorn, en la frontera entre Italia y Suiza; el Fitz Roy, en la frontera entre Argentina y Chile; el Mont Blanc y el Grandes Jorasses, en la frontera entre Francia e Italia; el Siniolchu, en India; el Machapuchare y el Ama Dablam, en Nepal; y el Weisshorn, en Suiza.

## Expediciones destacadas
- 1957: primera ascensión. Los alemanes G. Hauser, B. Huhn, H. Widman y F. Knauss, quienes subieron por el Norte, cruzaron la cresta cimera y llegaron a la cima máxima a 5947 m s. n. m.[12]
- 1961: segunda ascensión. Los japoneses Y. Hamano, M. Inoguchi, N. Haburaki, T. Kondo, A. Murai e Y. Yoshikawa el 13 de agosto de 1962. Publicaron varios libros.
- 1966: primera travesía filmada que unió las dos cumbres. Los británicos patrocinados por la BBC de Londres, D. Gray, D. Bathgate, R. Smith, S. Amatt y C. Burnell. Sucedió el 8 de julio de 1966.
- 1966: apertura de ruta en la cresta oriental. Los alemanes P. Gessner, H. Schmidt, M. Steinbeis y J. Koch el 7 de agosto de 1966.
- 1975: apertura de la ruta Ferrari. Los italianos, por la pared suroeste, Casimiro Ferrari, A. Liati, B. Borgonovo, A. Zoia Pino Negri y P. Castelnuovo el 23 de junio de 1975.
- 1976: primera ascensión mexicana. Primera expedición latinoamericana en la cumbre Norte por Nabor Castillo, Antonio Carmona y Vicente Hinojosa.

## Rutas de ascenso
El Alpamayo posee catorce rutas de ascenso, por todas sus caras, pero las más practicadas y conocidas son las tres únicas de la cara suroeste, ya que requieren un alto nivel técnico de ascenso.
- Ferrari. Aunque es la ruta más corta y frecuentada, es una de las más peligrosas por encontrarse grandes seracs sobre casi todo el recorrido. Fue abierta por el alpinista Italiano Casimiro Ferrari en 1975 y es la vía más larga de la pared sur este del Alpamayo (450 m, aproximadamente). Mucha gente, incluidos guías locales, le llaman erróneamente "Directa Francesa".
- Vasco - Francesa. Es la vía opcional a la Ferrari, cuando esta presenta demasiados seracs, y desde 2004 es la más recomendable.
- Directa Francesa. Es la ruta más larga y solo es ascendida ocasionalmente. Fue abierta por alpinistas estadounidenses y bautizada en honor a dos franceses que murieron en el intento de abrir la vía dos días antes. Esta ruta no existe, ya que esta canaleta es la vía Ferrari, ruta original de 1975. Los libros actuales de montaña ya han corregido este error.